# Vlozegge
De vlozegge (Carex pulicaris) is een vaste plant, die behoort tot de cypergrassenfamilie (Cyperaceae). De soort staat op de Nederlandse Rode lijst van planten als zeldzaam en sterk in aantal afgenomen. De plant komt van nature voor in Europa. De vlozegge lijkt op de tweehuizige zegge (Carex dioica), maar verschilt daarvan door de eenhuizige bloeiwijze.
De plant wordt 5–15 cm hoog, heeft een ronde stengel en vormt korte wortelstokken. De bladeren zijn 1 mm breed.
De vlozegge bloeit in mei. De bloeiwijze is een enkele, 2 cm lange aar, die bovenaan mannelijk en onderaan vrouwelijke bloemen heeft. De kafjes vallen eerder af dan de urntjes. De ongenerfde, glanzend kastanjebruine, 4–5 mm lange urntjes zijn bij de rijpe vruchten teruggeslagen. De snavel van het urntje is glad. Het rijpe urntje staat horizontaal. Het urntje is een soort schutblaadje dat geheel om de vrucht zit. De vrouwelijke bloem heeft twee stempels.
De vrucht is een nootje. Als de rijpe vruchten aangeraakt worden, kunnen ze als vlooien van de aar wegspringen.
De plant komt voor op natte, zwak zure grond in blauwgraslanden, duinvalleien en binnenduingraslanden.

## Plantengemeenschap
De vlozegge is een kensoort voor het blauwgrasland (Cirsio dissecti-Molinietum).
Het is tevens een indicatorsoort voor het vochtig schraalgrasland (hm), een karteringseenheid in de Biologische Waarderingskaart (BWK) van Vlaanderen en het Brussels Hoofdstedelijk Gewest.